# Koudenberg

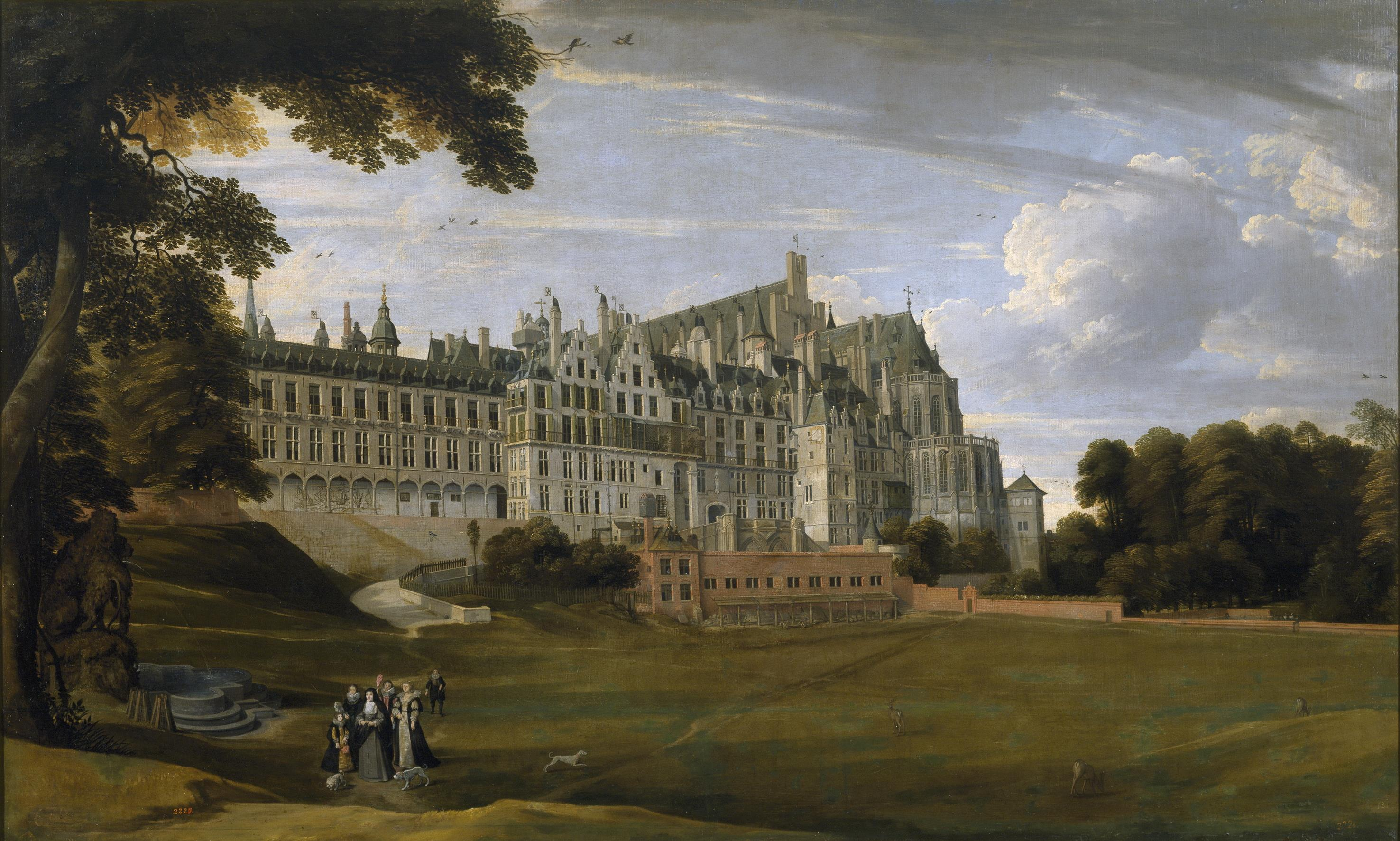
Het Paleis op de Koudenberg

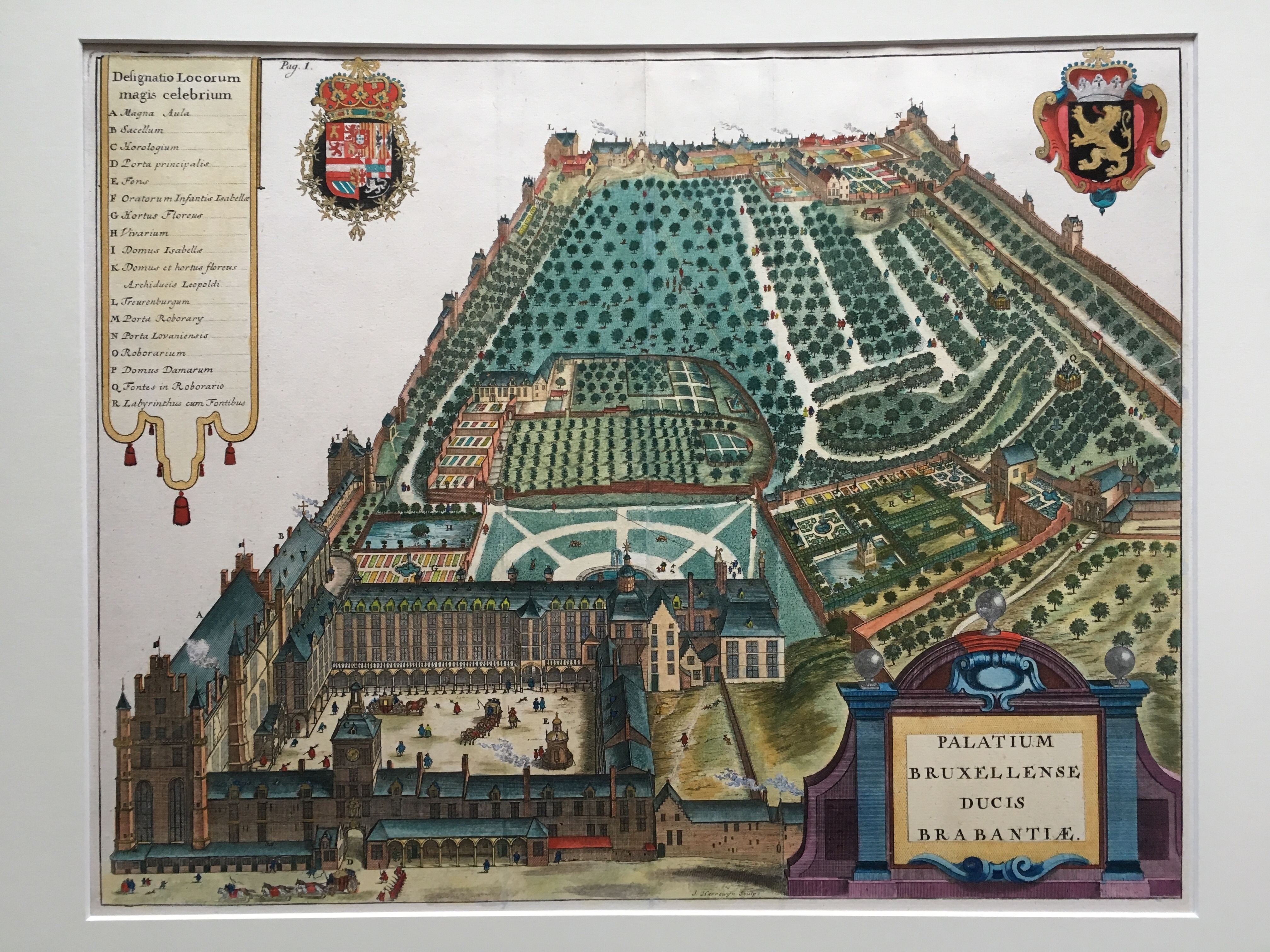
Gezicht op het Koudenbergpaleis en haar tuinen (Harrewijn/ Butkens, 1726)

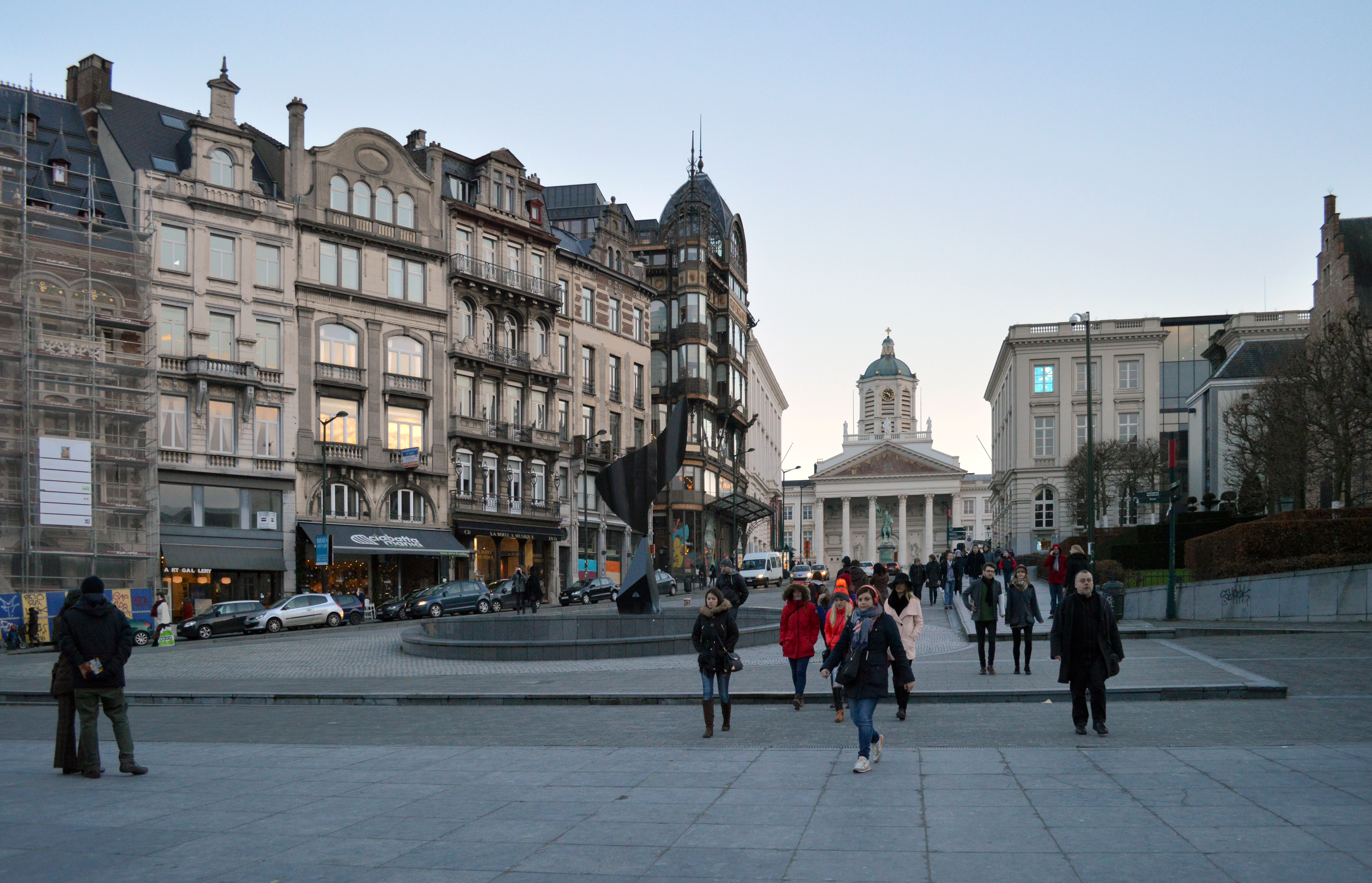
De Koudenberg anno 2015

De Koudenberg is een van de heuvels van de Belgische hoofdstad Brussel.

## Geschiedenis
De heuvel is nauw verbonden met het ontstaan van Brussel. Hij telde twee kastelen: dat van de burggraven (nog niet archeologisch bevestigd) en dat van de hertogen.
Het Paleis op de Koudenberg werd gebouwd door de hertogen van Brabant en later uitgebreid door Filips de Goede en keizer Karel V, toen Brussel de hoofdstad werd van het Bourgondische deel van het Habsburgse Rijk. De ruïnes van het paleis verdwenen met de herinrichting van de wijk na 1775. Tegenwoordig ligt op deze plaats opnieuw de koninklijke wijk met het Koningsplein, de kerk van Sint-Jacob-op-Koudenberg, het standbeeld van Godfried van Bouillon en even verderop het Koninklijk Paleis.

## Beschrijving
De helling loopt van de Grote Markt oostwaarts van de benedenstad naar de bovenstad. Op deze heuvel stond het Paleis op de Koudenberg, tot het in 1731 door een brand verwoest werd en het paleis van Nassau. Het hoogste punt van de helling van de Koudenberg wordt bereikt in Opper-Elsene rond de Kruisstraat en de Kloosterstraat. Daar vindt men in de Verlaatstraat eveneens een waterreservoir dat er reeds in de 19e eeuw gebouwd werd. Een deel van de helling tussen de bovenstad (Koudenberg) en de benedenstad stond tussen de 15e en 18e eeuw bekend als de Hofberg. Onder koning Leopold II werd er een zogeheten Kunstberg aangelegd met tal van musea. Ten zuiden van de koninklijke wijk ligt de Zavel, die ook een verbinding maakt tussen het hoge en het lage deel van de stad. Ten noorden van de Koudenberg vindt men de Sint-Michielsberg (rond de kathedraal) en de Treurenberg, ook allen hellingen tussen de beneden- en bovenstad.
Op de Koudenberg staan onder andere het Musée Magritte Museum en het Huis van het Gewest.
Het deel van de Koudenberg tussen de Ravensteinstraat en de Hofbergstraat draagt ook de straatnaam 'Koudenberg'.

## Naam en spelling
De verwijzing naar koude temperaturen in de naam is allicht toe te schrijven aan de blootstelling van de locatie aan koude noordenwind.
In het vroege Middelnederlands werd de naam geschreven als Coudenberg of Coudenbergh (gelatiniseerd: Caldenberga, of nog: Mons frigidus). De spelling met 'k' is in het Middelnederlands niet terug te vinden. In de moderne tijd werd de Nederlandse spelling herzien en werd het Koudenberg. In het Frans bleef men spreken van Coudenberg. De naam Coudenberg (met c) leunt dus meer aan bij de geschiedenis van Brussel en van de Coudenbergwijk dan het gemoderniseerde Koudenberg. Ook de naam van het voormalige paleis wordt nog vaak met een 'c' geschreven.